# Oxidus gracilis
Polydesme des serres
Espèce
Oxidus gracilis, le Polydesme des serres, est une espèce de mille-pattes de la famille des Paradoxosomatidae (ordre des Polydesmida) et dont la répartition est mondiale.

## Description
Les adultes sont d'une couleur marron et mesurent environ 25 mm de longueur et 2 à 3 mm de largeur. Ils se nourrissent de matières organiques.

## Répartition et habitat
Oxidus gracilis est probablement originaire du Japon, mais s'est propagé dans le monde entier en raison de sa présence dans les pots de plantes de pépinière. On le retrouve aussi bien dans les zones tropicales que tempérées.

## Classification
Le nom valide complet (avec auteur) de ce taxon est Oxidus gracilis (Koch, 1847).
L'espèce a été initialement classée dans le genre Fontaria sous le protonyme Fontaria gracilis C.L.Koch, 1847.
Ce taxon porte en français le nom vernaculaire ou normalisé suivant : polydesme des serres.
Oxidus gracilis a pour synonymes :
- Fontaria gracilis C.L.Koch, 1847
- Kalorthomorpha gracilis (C.L.Koch, 1847)
- Kepolydesmus sontus Chamberlin, 1910
- Orthomorpha dasys (Bollman, 1887)
- Orthomorpha gracilis (C.L.Koch, 1847)
- Oxidus dasys (Bollman, 1888)
- Oxidus gracilis subsp. gracilis
- Paradesmus dasys Bollman, 1888
- Paradesmus gracilis (C.L.Koch, 1847)
- Polydesmus gracilis (C.L.Koch, 1847)
- Strongylosoma gracile (C.L.Koch, 1847)